# 読売アンデパンダン展
読売アンデパンダン展（よみうりあんでぱんだんてん、Yomiuri Independent、1949年 - 1963年）は、多くの前衛的若手作家を輩出した無鑑査自由出品制の展覧会。会場・東京都美術館、主催・読売新聞社。

## 概要
読売新聞の海藤日出男が企画、瀧口修造も企画運営し1949年から1963年にかけて、東京都美術館で、毎年春に開催された。「日本アンデパンダン展」の名称でスタートしたが、日本美術会による同名の展覧会（日本アンデパンダン展）が1947年に既に存在していた（2021年で47回を数える）ため、同会から再三の抗議を受け、1957年（第9回展）より「読売アンデパンダン展」に改称。
開始当初は画壇の有名作家が主に出品し、また海外の有名作家の作品も展示されるなど市民に対するアートの紹介の場として機能していたが、その中に混じって若手の芸術家たちが作品を発表する場としても機能していた。読売新聞という巨大メディアによる新人発掘の場ということで人気をよび、野心的な若手作家たちがこぞって出品した。誰でも自由に出品できると言うことで、趣味で創作活動を行う一般市民の出品もあり、素人が鉛筆で描いた作品と有名画家の大作が隣り合って並んでいる独特の雰囲気が初期にはあった。
しかし1958年（第10回展）頃より若手作家（初期に出展していた若手作家よりも若い世代）が「焼いて縛った竹（廃棄異物）」「小便をかけたゴミ」など常軌を逸した作品を出品するようになり、一般市民や行政や主催者とトラブルを起こすことになる。当時の読売アンデパンダン展に出展していた若手作家らによって1960年に結成された芸術グループのネオ・ダダイズム・オルガナイザーズは、そのマニフェストに於いて「殺戮者」を自認していた。
1960年（第12回展）に出品された工藤哲巳の作品『X型基本体に於ける増殖性連鎖反応』に対して評論家の東野芳明は『反芸術』と評し、若手芸術家の間に反芸術ブームを巻き起こした。また、インスタレーションやハプニング的要素などといった、日本の美術界にかつてなかった前衛的な潮流を巻き起こし、当時の美術雑誌においてにも大きな論争を巻き起こした。『自称』前衛芸術家に過ぎない若者たちによる実験的な出展作品には賛否両論あったが、彼らを支持する瀧口修造などの美術界の大物もいた。 
しかし、主催者の読売新聞社と東京都美術館側から見ると前衛芸術どころかエロ・グロ・ナンセンスの無法地帯以外の何者でもなかった。1958年（第10回展）以降、無審査・自由出品を標榜するアンデパンダン展にもかかわらず主催者側による出展拒否作品が増加。一方、出展作品は「女性器の接写（わいせつ物）」「うどん（会期中に腐る）」などどんどんエスカレート。
1962年12月、東京都美術館は「陳列作品規格基準要項」を制定。
1. 不快音または高音を発する仕掛けのある作品
2. 悪臭を発しまたは腐敗のおそれのある素材を使用した作品
3. 刃物等を素材に使用し、危害をおよぼすおそれのある作品
4. 観覧者にいちじるしく不快感を与える作品などで公衆衛生法規にふれるおそれがある作品
5. 砂利、砂などを直接床面に置いたり、また床面を毀損汚染するような素材を使用した作品
6. 天井より直接つり下げる作品

の出品を拒否するとした。この条文は、同年の読売アンデパンダン展の作品状況を裏側から描写している。
しかし1963年（第15回展）のアンデパンダン展においても「下半身裸で踊る自分自身」「紙幣の模写（通貨模造）」など状況は変わらず、主宰者は相次ぐトラブルに手を焼き、1964年の第16回展直前、突然開催中止をアナウンスし、その歴史に幕を下ろした。ある意味で大手メディアによる芸術振興の限界を示したとも言える。
読売アンデパンダン展をカオスに導いた自称芸術家の中には、後に有名となった者も多くいる。読売アンデパンダン展への出展作品がきっかけで逮捕され、後に芥川賞作家となった赤瀬川原平が、1960年から1963年にかけてのネオダダの作家たちの活躍を著作にまとめている。なお、赤瀬川らは「読売アンパン」と呼んでいた。

## 歴史と主な出展作品
- 1949年（第1回展）
  - 「日本アンデパンダン展」の名称でスタート。

- 1951年（第3回展）
  - フランスとアメリカからの出品があり、ジャクソン・ポロックなどが紹介される[1]。
- 1954年（第6回展）
  - 池田龍雄が『網元』を出展。内灘闘争をテーマにしたもので、この作品が安部公房に激賞されたことによって、池田は画壇で認められる。

- 1957年（第9回展）
  - 1957年に開催された朝日新聞社主催の展覧会「世界・今日の美術」展によって、フランスの抽象絵画の潮流「アンフォルメル」が紹介され、日本の美術界に「アンフォルメル旋風」が起きる。読売アンデパンダン展はこの影響を如実に受け、1957年（第9回展）から1958年（第10回展）にかけて出展者が急増。
  - 九州を中心に活動する「九州派」のオチ・オサム、桜井孝身、菊畑茂久馬､田部光子らが初出品。

- 1958年（第10回展）
  - 九州派による共同作品「ゴミ作品」（九州派の面々らが出展作品を荷造りした後に残ったゴミをまとめて、菊畑茂久馬が小便をかけて、ついでに出品した物）が出展を拒否される。これが読売アンデパンダン展における出展拒否第1号である。
  - 篠原有司男が『地上最大の自画像』を出品。後に篠原の代名詞ともなるボクシング・ペインティングによる作品で、瀧口修造は「青春」と評した。

- 1960年（第12回展）
  - 工藤哲巳（グループ鋭）の作品『X型基本体に於ける増殖性連鎖反応』に対して、評論家の東野芳明は「ガラクタの反芸術」と評した。
  - 篠原有司男の作品『こうなったらやけくそだ』（当初出品予定だった巨大な竹の彫刻が壊れたため、しょうがないのでそれに火をつけて針金で縛って出品した物）に対し、瀧口修造は「廃棄異物」と評し、「アンデパンダンはこれを避けて通ることは出来ない」と言った。
  - 第12回展の開催初日、篠原有司男や赤瀬川原平らが「ネオ・ダダイズム・オルガナイザーズ」の結成を宣言。

- 1961年（第13回展）
  - 吉岡康弘による女性器を接写した作品が出展される。接写しているために当初は何を撮影したのか分からず、出品を許可されたが、展示中に女性器だとばれ、「ワイセツ」との理由で開催4日目に撤去。

- 1962年（第14回展）
  - 刀根康尚（グループ音楽）が自作の音楽を出展するべくテープレコーダーを持ち込んだところ、「音楽は出展できない」として出展を拒否される。そのため翌日、テープレコーダーに色を塗って作品『テープレコーダー』として再度出品し、今度は出展が許可される。
  - 工藤哲巳が『インポ哲学―インポ分布図とその飽和部分に於ける保護ドームの発生』を出展。出展料さえ払えばいくらでも会場を利用できるルールを利用し、1万円くらい（当時としては大金）払って東京都美術館の1部屋を借り切り、壁に男根を模したオブジェやコッペパンを設置し、床に精液を模したうどんをばらまいた。うどんは開催当日の朝に工藤の夫人がうどん屋から買って来たものだが、会期中に腐るため東京都美術館から撤去要請があり、後に白いひもで置き換えられた。ちなみに現在ウォーカー・アート・センターに所蔵されている同作品も同様にうどんではなくひもとなっている。
  - 中沢潮（時間派）の「白布の下にビニール袋に入った絵具を置き、観客がその上を歩くとビニールが破れて白布が染まる」という趣旨の作品が、都美術館の床を汚す危険性から展示直後に撤去される。
  - 風倉匠が「 フーコーの振り子」を利用した作品を出展しようとしたが、振り子を東京都美術館の天井から直接吊り下げることを美術館に拒否された。

- 1963年（第15回展）
  - 赤瀬川原平が『復讐の形態学（殺す前に相手をよく見る）』を出展。数か月かけて千円札を精密に模写した作品で、赤瀬川は後に通貨模造の罪で起訴された（千円札裁判）。当時の作品は破棄されたものも多いが、この作品は裁判の証拠として検察庁に押収されたため、結果として一連の作品が破棄されずに現存している。
  - 高松次郎が『カーテンに関する反実在性について』を出展。展示室に設置したテーブルからひもを長く伸ばすというコンセプトだったが、ひもは短かったので展示室の入口までしか伸びなかった。そのため翌日、中西夏之が長いひもを持ってきて、東京都美術館から上野駅までを繋げた（この瞬間、読売アンデパンダン展から延ばされたひもが鉄道を通じて全国につながった）。テーブルに結んだひもは読売の係の人に一度外されてしまったが、読売の係の人がフルチンで逆立ちをしている風倉匠に対処している間に再び作業を完了。その翌日、ひもでけが人が出て東京都美術館に警察が来る事態となり、たまたまその場に居合わせた篠原有司男がひもを回収して捨てた。
  - 風倉匠が『事物は何処から来て何処へ行く』を出展。「事物」とは「彼自身の行為（事）と肉体（物）」のことで、自分自身の「事物」を出展作品として、袋に入った小杉武久（グループ音楽）の演奏に合わせて下半身裸（上はセーター）で館内を動き回って舞踏を行なったため、読売の係の人に制止される。袋の中で笛を吹いていた小杉武久も制止され、袋から出て事務室に連れていかれる。
  - 加藤好弘（名古屋を拠点にするゼロ次元のメンバー）が「ある入滅式マンダラ」として、布団に集団で横たわるパフォーマンスを行う（要するに布団で寝ている）自分たちを出品した。
  - 赤瀬川原平らが美術館のロビーでままごとセットを使って「ミニチュア・レストラン」を開く。中西夏之らがその辺の客に呼び込みをして、本当のレストランだと勘違いして食券を買ったお客さんもいたとのこと。ウズラの卵やワカサギなどを、たばこ用のライターで調理して、ままごと用の食器に入れて提供した。

- 1964年
  - 1964年3月に第16回展が開催予定だったが、1月に読売新聞社企画部長名義の通達が着て、開催直前で開催中止となる。
  - 1964年6月、評論家の針生一郎、池田龍雄、瀧口修造らの呼びかけで、既に出展予定作品を用意していた作家たちが自主的に「アンデパンダン'64」を東京都美術館で開催。

- 1965年
  - 岐阜県で「長良川アンデパンダン」が開催される。読売アンデパンダン展の終了後、反芸術の運動は地方へと波及していく。

## 出品作家
- 海老原喜之助
- 砂澤ビッキ
- 村井正誠
- 山田正亮
- 糸井貫二
- 吉村益信
- 篠原有司男
- 荒川修作
- 赤瀬川原平
- 工藤哲巳
- 久保田成子
- 三木富雄
- 因藤壽
- 佐川美代太郎
- 桂川寛
- 梶山俊夫
- 木村一生
- 五月女幸雄

## 関連文献
- 赤瀬川原平『反芸術アンパン』筑摩書房（ちくま文庫）、1994年。ISBN 4480029141。
- 瀬木慎一監修、総合美術研究所 編『日本アンデパンダン展全記録 1949-1963』総美社、1993年。
- 「東京府美術館の時代 1926-1970」展カタログ、東京都現代美術館、2005年。